# ميغان ماكسويل
ميغان ماكسويل (بالإسبانية: Megan Maxwell)‏ (26 فبراير 1965، نورنبرغ في ألمانيا)؛ روائية إسبانية.